# Plistonax
Plistonax – rodzaj chrząszczy z rodziny kózkowatych. 

## Zasięg występowania
Przedstawiciele tego rodzaju występują w  Ameryce Środkowej i Południowej od Nikaragui na płn. po Argentynę na płd.

## Systematyka
Do Plistonax zaliczanych jest 12 gatunków:
- Plistonax albituberculatus
- Plistonax albolinitus
- Plistonax antonkozlovi
- Plistonax ariasi
- Plistonax bialbomaculatus
- Plistonax difficilis
- Plistonax hefferni
- Plistonax inopinatus
- Plistonax pictus
- Plistonax rafaeli
- Plistonax senecauxi
- Plistonax signatifrons.